# Tipula linneana
Tipula linneana är en tvåvingeart som beskrevs av Alexander 1966. Tipula linneana ingår i släktet Tipula och familjen storharkrankar. Inga underarter finns listade i Catalogue of Life.